# Pinacoteca del Estado de São Paulo
La Pinacoteca del Estado de São Paulo (en portugués Pinacoteca do Estado de São Paulo) es una institución cultural brasileña dependiente de la Secretaría de Cultura del Estado de São Paulo. Su sede principal se encuentra en el Jardim da Luz, en la Ciudad de São Paulo. Además, ocupa también un espacio llamado Estación Pinacoteca, antigua sede del DOPS, y un edificio en el Parque do Ibirapuera.
Es uno de los más importantes museos de arte de Brasil y reúne en su acervo más de seis mil obras, entre pinturas, esculturas, collages, dibujos, tapices, vajilla y objetos de porcelana. La colección abarca la historia de la pintura brasileña entre los siglos XIX y XX.

## Historia

### Antecedentes

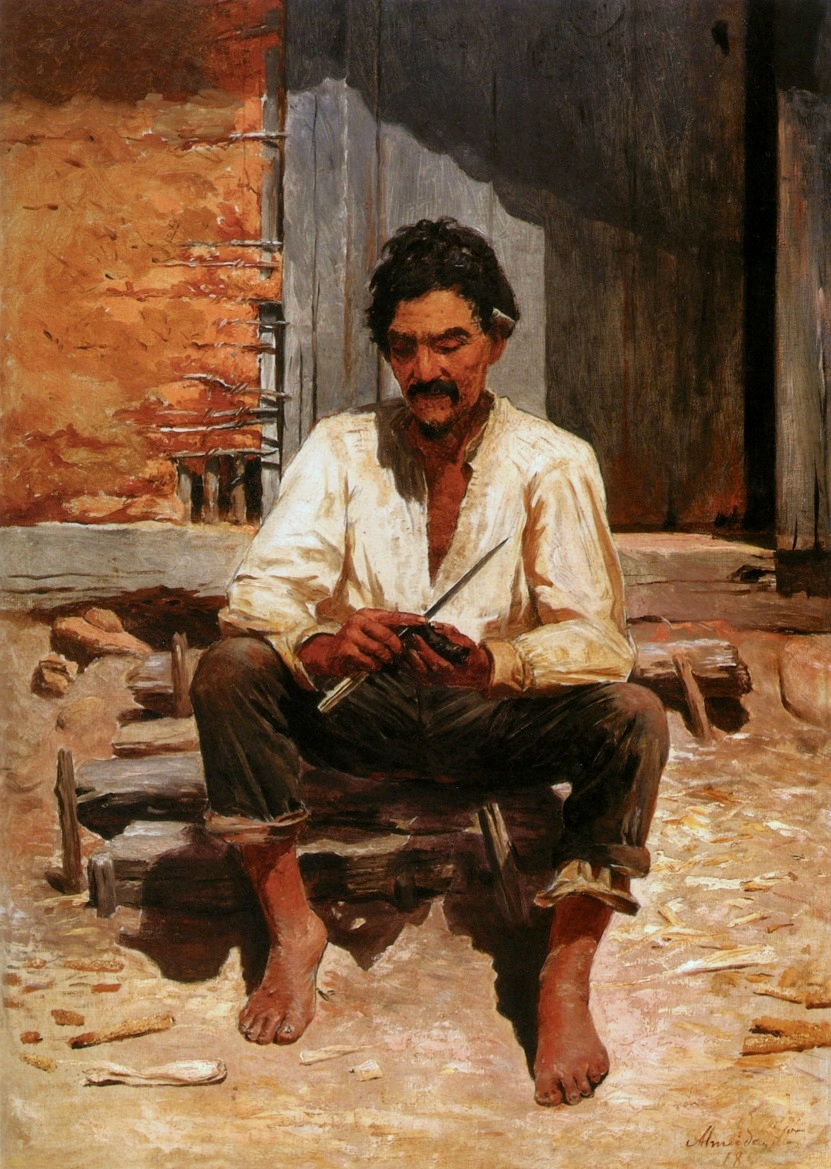
Almeida Júnior (1850-1899). Caipira picando fumo, 1893. Óleo sobre tela, 70 x 50 cm de José Ferraz de Almeida Júnior.

La historia de la Pinacoteca del Estado de São Paulo se confunde con la del Liceo de Artes y Oficios de São Paulo, creado en 1873 por Leôncio de Carvalho como Sociedad Propagadora de la Instrucción Popular, asociación educativa privada fundada con apoyo de la masonería, destinada a las clases trabajadoras del campo y la ciudad. Luego de una reforma curricular y sucesivos apoyos estatales, la Sociedad pasa a llamarse Liceo de Artes y Oficios en 1882, con el objetivo de brindar gratuitamente conocimientos necesarios de comercio, agricultura e industrias; formando profesionales para trabajar en las construcciones que se erigían a ritmo acelerado en la ciudad de São Paulo. 
Pero es en 1895, cuando estaba dirigida por el arquitecto Ramos de Azevedo, que la escuela conoce una reforma más amplia, con la inclusión de artes y oficios, de acuerdo con el plan del arquitecto de crear las bases de una futura Escuela de Bellas Artes de São Paulo. En esa fase también se inició la construcción de un nuevo edificio para servir de sede a la institución, parcialmente concluido en 1900, cuando comienzan a funcionar algunos cursos de instrucción primaria y artística. El edificio, proyectado por Ramos de Azevedo y Domiziano Rossi, su principal colaborador, tiene un estilo monumental en fuerte consonancia con los principios del neo-renacentismo italiano.
El 14 de noviembre de 1905, con el apoyo del poeta y mecenas Freitas Valle, del político Sampaio Vianna, del ingeniero Adolpho Pinto y del propio Ramos de Azevedo, fue inaugurada la Pinacoteca del Estado de São Paulo, el primer museo de artes plásticas de la capital paulista. La recién fundada institución, al principio concebida para ser una galería, pasa a operar en el tercer piso del edificio del Liceo de Artes y Oficios. Ambas instituciones también dividirían el espacio con el Ginásio do Estado, que operó allí entre 1901 y 1910. Ramos de Azevedo se desempeñó como director del Liceo y la Pinacoteca entre 1905 y 1921.
En 1911, la Pinacoteca adquirió el estatus de órgano autónomo, gracias a la Ley n.º 1.271 que la definió como museo estatal. En sus primeros años, fueron organizadas las dos primeras Exposiciones Brasileñas de Bellas Artes (1911 y 1912), la Exposición de Arte Español (1911) y la Exposición de Arte Francés (1913), además de algunas muestras individuales (como, por ejemplo, la de Aurélio de Figueiredo y la de Pedro Alexandrino, en 1912). El acervo inicial del museo contaba con 59 obras de artistas consagrados de Río de Janeiro y São Paulo -entre los cuales estaban Antônio Parreiras, Benedito Calixto, João Batista da Costa, Pedro Alexandrino, Oscar Pereira da Silva, Eliseu Visconti y Almeida Júnior- parte de las mismas pertenecientes al acervo del Museo Paulista y transferidas a la Pinacoteca. Hasta los años 1930, dicho acervo fue ampliado en función de donaciones privadas y adquisiciones del Estado. Obras de artistas subvencionados en el exterior -como Victor Brecheret, Anita Malfatti, Wasth Rodrigues, Túlio Mugnaini, entre otros-, pasan a integrar la colección del museo, de acuerdo con las reglas de São Paulo en lo que respecta a subvenciones a artistas.
Con la creación del Salón Paulista de Bellas Artes en 1934, las obras contempladas con el premio adquisición pasaron a la Pinacoteca. Cuando se expusieron las obras de arte español y francés, por primera vez pasaron a integrar el acervo obras internacionales.
Un incendio ocurrido en 1930, así como las revueltas políticas de ese período (la Revolución de 1930 y la Revolución Constitucionalista de 1932) obligaron al museo a hacer las veces de cuartel improvisado, causando el cierre de la Pinacoteca por dos años. Su reapertura se dio en la sede de la Prensa Oficial del Estado de São Paulo, donde permaneció hasta 1947, año en el que retornó a su antigua sede. A su vez, el Liceo de Artes y Oficios, que había sido mudado a un edificio en la Avenida Tiradentes a causa de los motines, ya nunca más volvería al edificio del Jardim da Luz.
Entre los años 1932 y 1935, la Pinacoteca funcionó bajo control de la Escuela Paulista de Bellas Artes, que pasó a responsabilizarse por el museo. La vinculación con la Escuela de Bellas Artes y las sucesivas gestines de Paulo Vergueiro Leão (de 1932 a 1944) y la de Túlio Mugnaini (de 1944 a 1965) mantuvieron a la Pinacoteca relativamente distante de los movimientos de renovación artística de principios del siglo XX y de los demás muses de arte creados en la década de 1940 (Museo de Arte de São Paulo y Museo de Arte Moderno de São Paulo). En todo ese período, la Pinacoteca siguió con su vocación inicial de formación de un acervo con obras académicas.
En la década de 1970, durante las gestiones de Delmiro Gonçalves, Clóvis Graciano y Walter Wey, se iniciaron una serie de reformas del edificio y se cambiaron también los criterios de elección de las obras, definidos, a partir de 1970, por el Consejo de Orientación Artística de la Pinacoteca. El espacio del edificio de la Praça da Luz fue compartido por la Pinacoteca y la Escuela de Bellas Artes hasta los años 1980. En la década de 1960, el edificio albergó también a la Escuela de Arte Dramático. Recién en la década de 1980 -cuando el edificio pasa a estar protegido por el Condephaat en 1982, y con la transferencia de la Escuela de Bellas Artes (ya entonces denominada Facultad de Bellas Artes) hacia el distrito de Morumbi, en 1989- fue que el museo pasó a contar con un espacio exclusivo para sus actividades.
Desde mediados de 1993 hasta febrero de 1998, la Pinacoteca del Estado pasó por una gran reforma, presupuestada en aproximadamente R$ 10 millones, para adaptarse a los estándares museológicos internacionales. El proyecto de reforma fue de Paulo Mendes da Rocha, y gracias al mismo, el arquitecto ganó el Premio Internacional Mies van der Rohe en junio de 2000. En 1992, Emanoel Araújo, escultor baiano, asumió la dirección de la Pinacoteca con el proyecto de reinstalar la atención hacia la Pinacoteca. Por eso, durante la reforma del edificio, se cambió la entrada del museo, al principio localizada en la Avenida Tiradentes, para que estuviese apuntando hacia la Estação da Luz. Con la nueva estructura, se transformó en uno de los mejores lugares para grandes exposiciones en Brasil y pasó a recibir megaexposiciones; entre las cuales se destaca la del escultor francés Auguste Rodin, que llevó al museo a más de 150.000 personas.
Más recientemente, el antiguo edificio del Departamento de Orden Político y Social (DOPS), también proyectado por Ramos de Azevedo, a principios del siglo XX, para servir como depósito de la Cia. Sorocabana, fue totalmente restaurado y funciona como anexo de la Pinacoteca del Estado. En la Estación Pinacoteca, como se denominada dicho espacio, funcionan un Centro de Memoria, destinado a la investigación y preservación de un acervo documental sobre la historia de la institución, además de exposiciones y otras actividades, como la capacitación de profesores. También alberga y expone al público la rica colección José e Paulina Nemirovsky, dada al museo en comodato en 2004 por la Fundação Nemirovsky.

### El edificio sede

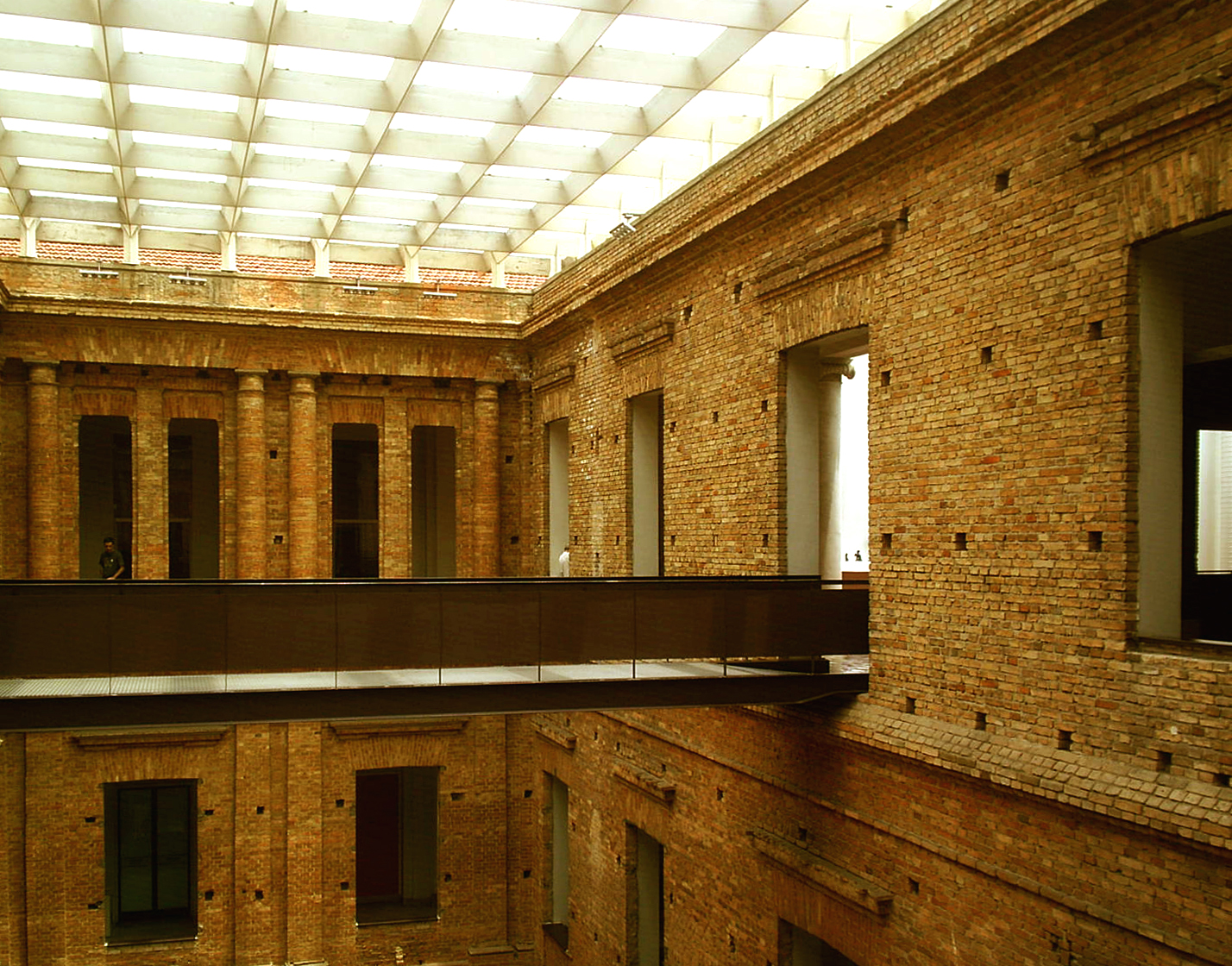
Edificio sede con intervención de Paulo Mendes da Rocha.

Luego de la creación del Liceo de Artes y Oficios en 1873, los mantenedores de la institución negociaron con el gobierno provincial la donación de un terreno para la escuela, al lado del Jardim Público da Luz –lo que ocurre en 1896-, además de la concesión de recursos para la edificación de la sede, cuyas obras se iniciaron en 1897.
El edificio, planificado por Ramos de Azevedo y Domiziano Rossi, su principal colaborador, tiene un estilo monumental en fuerte consonancia con los principios del eclectismo italiano, formado por tres pisos, con dos patios internos para garantizar una buena ventilación y luminosidad. En el centro, primer piso, se localiza el zaguán central, con una altísima distancia entre el piso y el cielorraso y ventanas con vista al interior, que preveía una cúpula, nunca concluida. En la construcción se emplearon materiales importados como madera de pino de Riga y cerámica francesa. En el proyecto, los arquitectos pensaron en la integración entre el edificio y el Jardim da Luz, por eso usaron el recurso de los balcones laterales y las ventanas que dan al parque. El edificio fue parcialmente inaugurado en 1900, cuando comenzaron a funcionar algunos cursos de instrucción primaria y artística. Sin embargo, el edificio nunca fue terminado, como puede apreciarse por los ladrillos expuestos en la fachada y en los patios internos y por la ausencia de la ya mencionada cúpula, que formaba parte del proyecto original.
La protección del edificio por parte del gobierno fue oficializada en 1982, buscando la preservación de uno de los componentes del conjunto arquitectónico del bairro da Luz, característico del pasaje del siglo XIX al XX en São Paulo, donde se incluyen también la Estação da Luz, la Estação Júlio Prestes y el Museo de Arte Sacro de São Paulo, entre otras construcciones. 

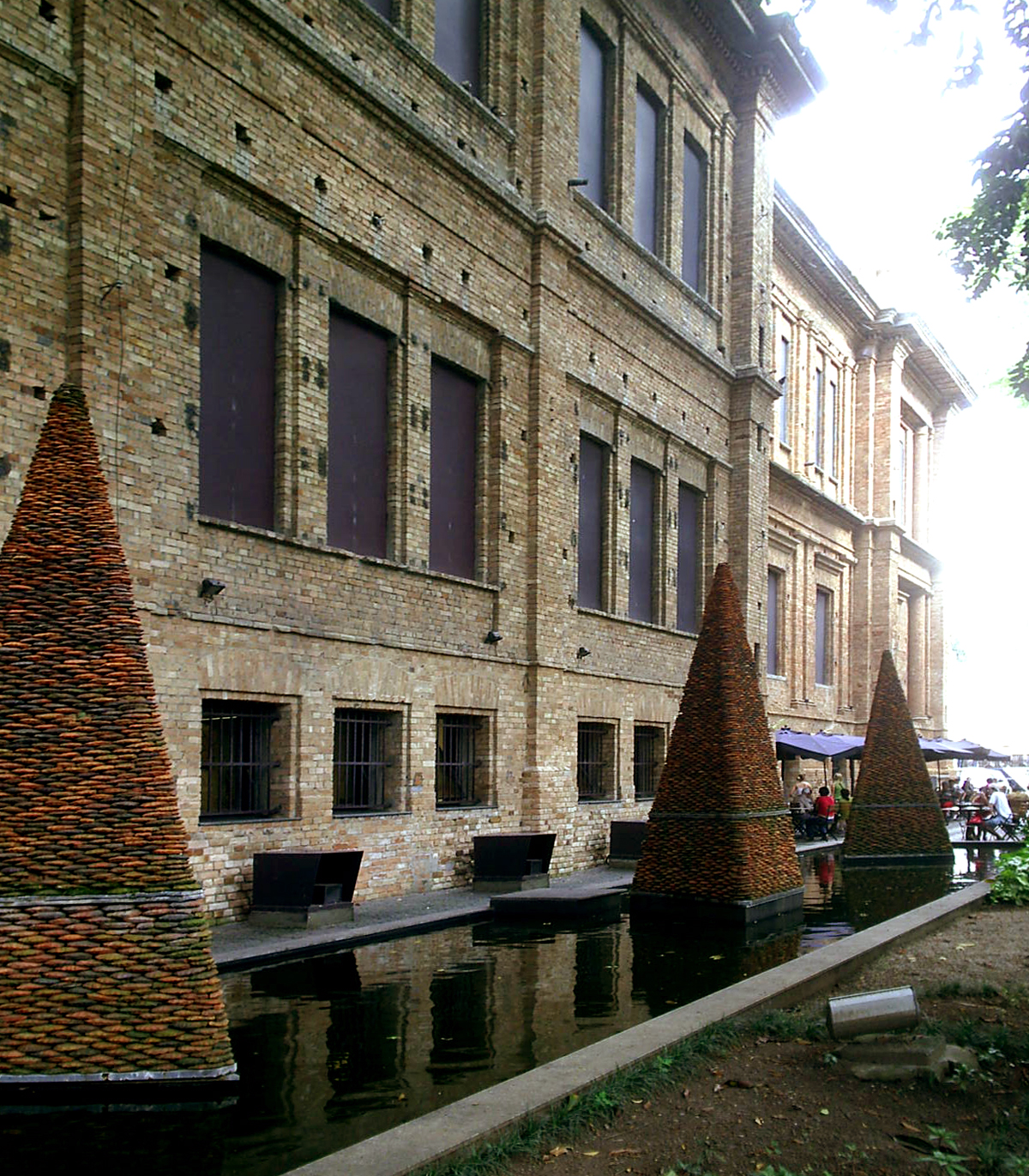
Fachada posterior de la Pinacoteca.

Entre 1993 y 1998, el edificio sede sufrió una amplia reforma conducida por el arquitecto Paulo Mendes da Rocha, en conjunto con los arquitectos Weliton Ricoy Torres y Eduardo Argenton Colonelli, de la cual surgió un museo adaptado a las necesidades de las grandes exposiciones internacionales, convirtiendo a la Pinacoteca del Estado en un lugar adecuado para gran parte de las muestras que llegan a São Paulo. El proyecto de reforma fue destacado con el Premio Mies van der Rohe para América Latina a los tres arquitectos.

#### Estación Pinacoteca
En 2003, la Pinacoteca del Estado pasó a administrar también el edificio donde funcionó, por más de meddo siglo, el DOPS (Departamento de Orden Político y Social), en el centro de São Paulo.  Inaugurado en 1914, y planificado por Ramos de Azevedo para servir de depósito de la Companhia Sorocabana, el edificio fue totalmente restaurado de acuerdo con el proyecto del arquitecto Haron Cohen. Hoy, denominado Estación Pinacoteca, el espacio de ocho mil metros cuadrados presenta condiciones técnicas ideales para las actividades museológicas que realiza.

## La colección
La Pinacoteca del Estado mantiene un expresivo y variado acervo de arte brasileño, principalmente de los siglos XIX y XX. Entre las más de seis mil obras pertenecientes a la institución, hay pinturas, esculturas, dibujos, grabados, fotografías, tapices, objetos de arte decorativo y un selecto conjunto de objetos del período colonial de Brasil, capaces de brindar un amplio panorama del arte brasileño. 
En el segmento referente al siglo XIX, ciertamente el núcleo más consistente e importante de la institución, es posible entrar en contacto con la mayor colección de obras de Almeida Júnior. Entre paisajes, retratos y escenas de interior, sobresalen las célebres obras Caipira Picando Fumo, Saudade y Leitura. Las naturalezas muertas de Pedro Alexandrino ocupan una sala entera, donde se destacan Cozinha na Roça, Peru Depenado y Aspargos. Hay también paisajes de Antônio Parreiras y Benedito Calixto, obras de Giuseppe Amisani, como Baía de São Vicente; pinturas históricas y escenas de género de Oscar Pereira da Silva (Hora de Música e Infância de Giotto), retratos de Bertha Worms y Henrique Bernardelli, la tela Maternidade, de Eliseu Visconti, entre muchos otros. La colección tiene también una especial importancia por el destacado número de artistas académicos paulistas, tales como Castagneto, João Batista da Costa y Pedro Weingärtner.
A pesar de su énfasis en el arte académico, el acervo cuenta con diversas obras de artistas modernistas, como Victor Brecheret, Tarsila do Amaral, Lasar Segall, Anita Malfatti, Cândido Portinari, Di Cavalcanti, Clóvis Graciano, Francisco Rebolo e Túlio Mugnaini. A lo largo del siglo XX, incorporó también obras abstractas de distintas extracciones -Waldemar Cordeiro, Samson Flexor, Arcângelo Ianelli-, además de trabajos contemporáneos, como los de Nuno Ramos, Paulo Monteiro y Paulo Pasta.
Complementa la colección un significativo núcleo de pinturas ochocentistas europeas y de esculturas francesas, destacándose el conjunto de nueve bronces de Auguste Rodin (Torso da Sombra, Bacanal, Gênio do Repouso Eterno) y otras obras de Aristide Maillol, Medardo Rosso, Antoine Bourdelle y Niki de Saint Phalle.
Recientemente, el muse recibió en comodato la importante colección José e Paulina Nemirovsky. DSe trata de una de las más importantes colecciones de arte moderno brasileño, reuniendo obras primas de algunos de los más destacados artistas de Brasil, como Tarsila do Amaral (cinco telas, entre ellas Antropofagia), Anita Malfatti, Victor Brecheret, Lasar Segall, Ismael Nery, Flávio de Carvalho y Vicente do Rego Monteiro. La colección puede ser vista en exposición permanente en la Estación Pinacoteca.
El museo también alberga la Coleção Brasiliana de la Fundação Estudar. Son aproximadamente trescientas piezas de brasiliana (referentes al Brasil) entre estudios científicos, artísticos y etnográficos hechos por artistas extranjeros, producidas a partir del siglo XVII, y que pueden ser vistas en exposiciones rotativas en la Pinacoteca.

## Galería
- Wikimedia Commons alberga una categoría multimedia sobre Pinacoteca del Estado de São Paulo.

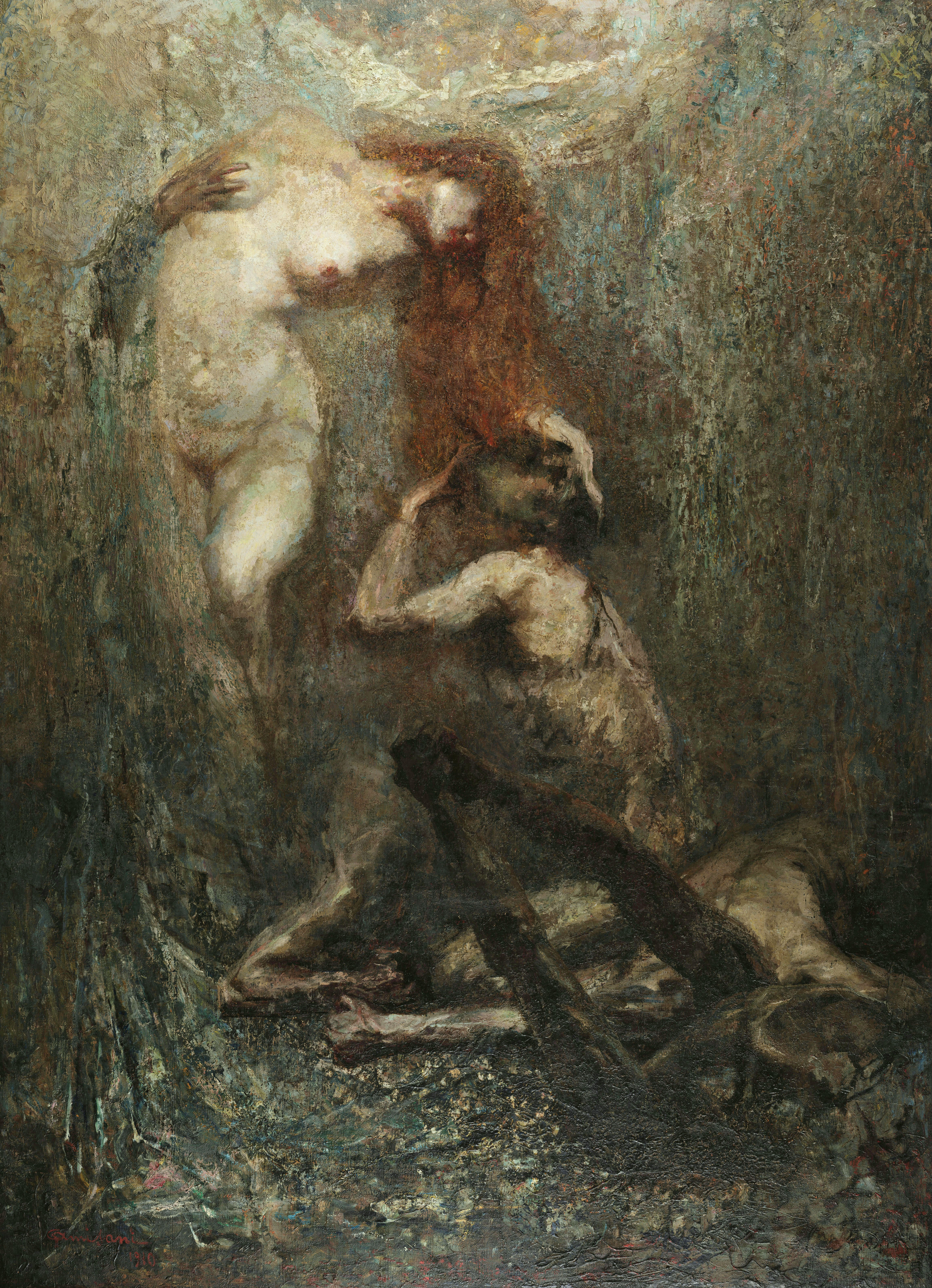
Giuseppe Amisani (1881-1941) La Culla Tragica, 1910
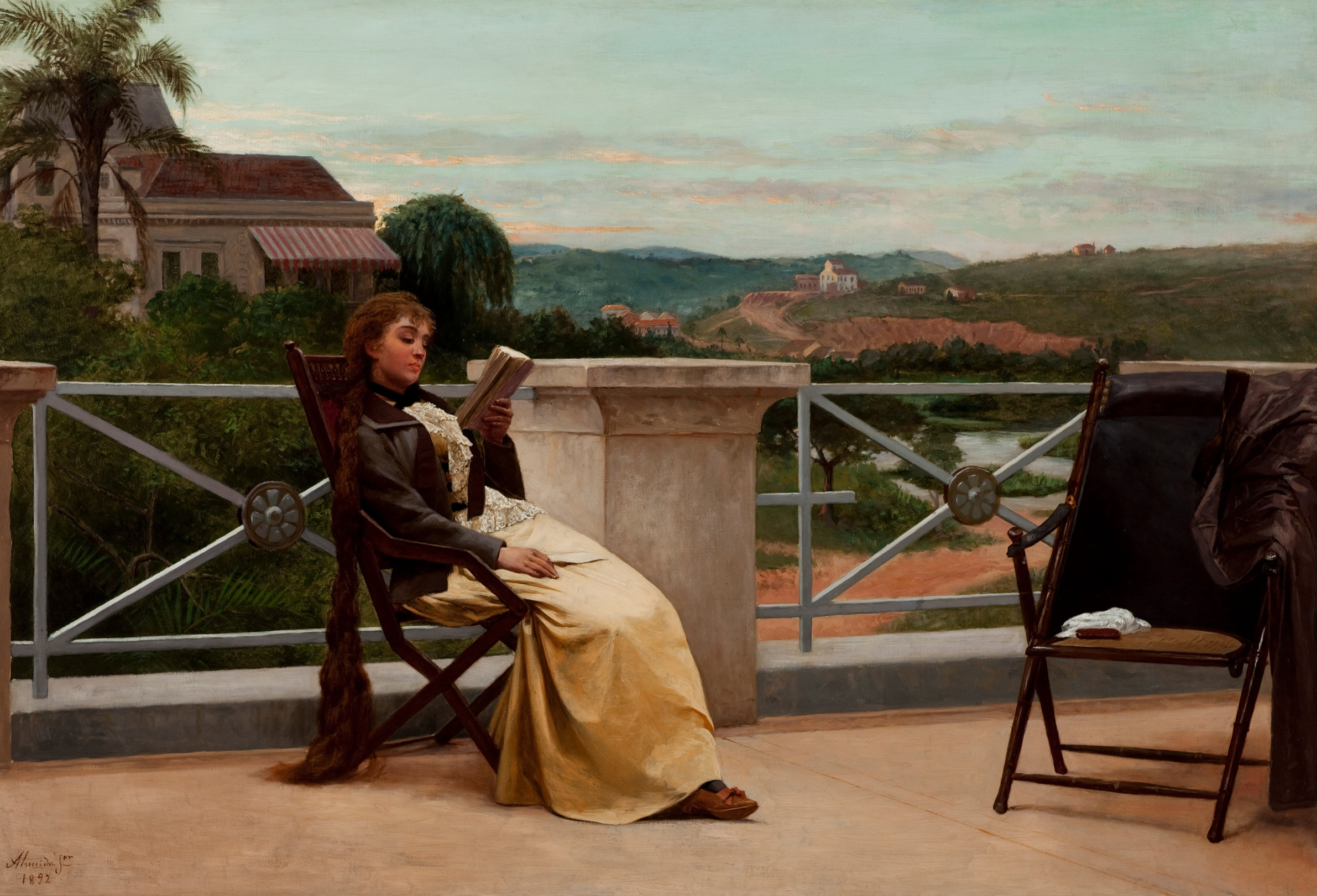
Almeida Júnior (1850-1899) Leitura, 1892
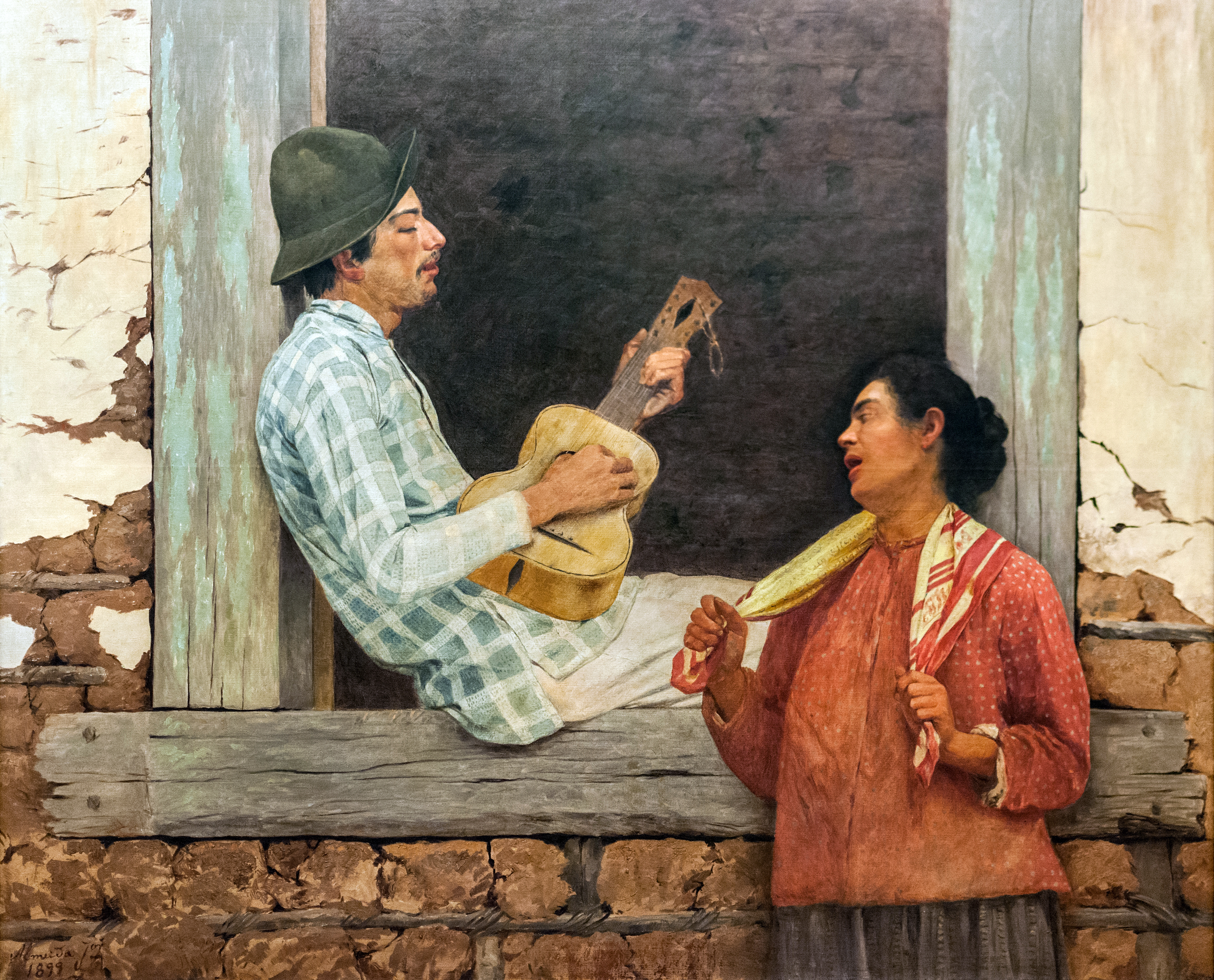
Almeida Júnior (1850-1899) O Violeiro, 1899
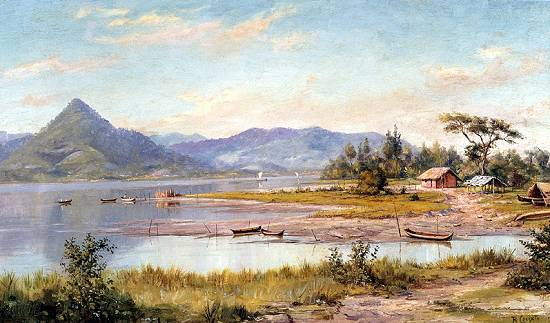
Benedito Calixto (1853-1927) Praia do Itararé, sin fecha
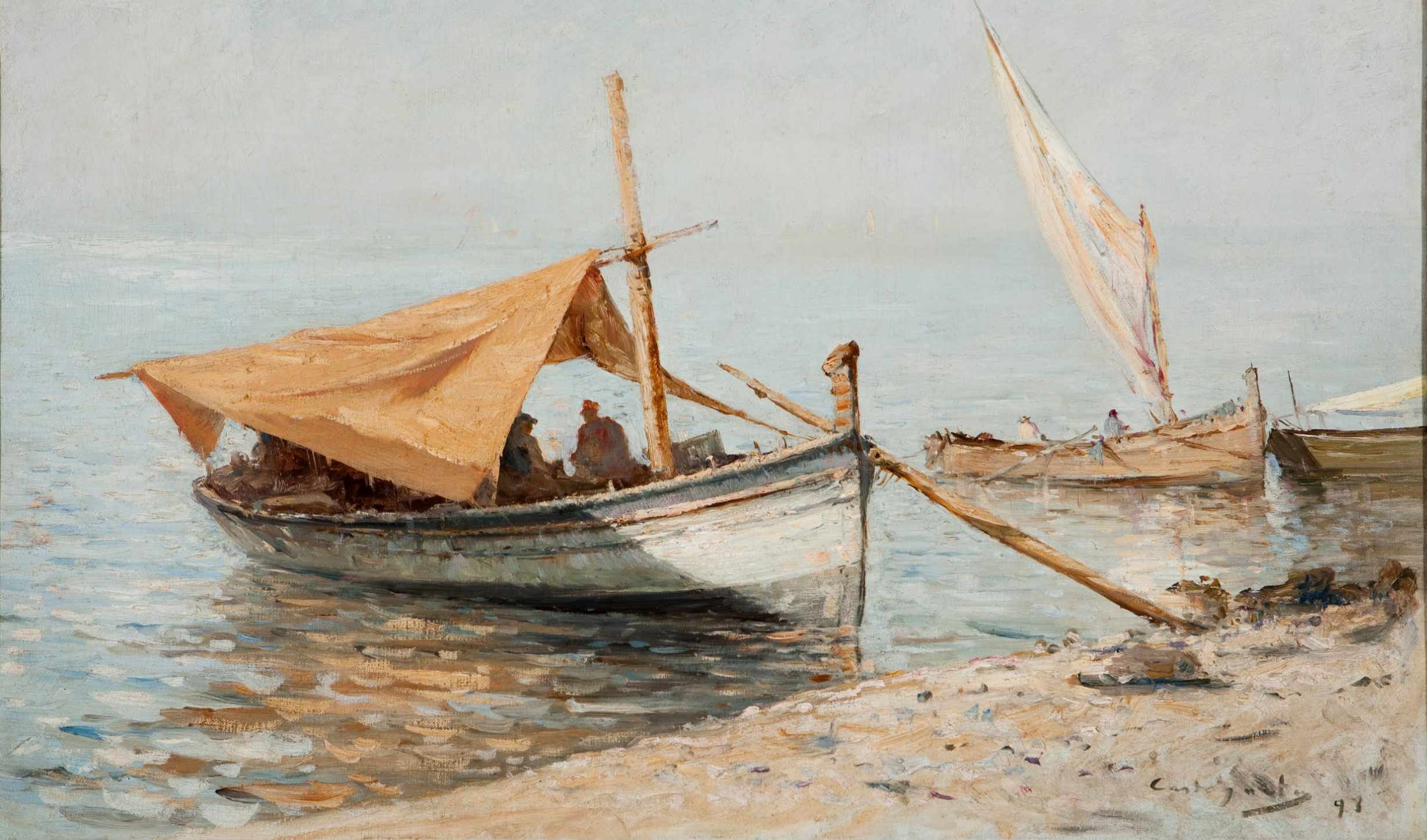
Castagneto (1850-1899) Tarde em Toulon (França), 1893